# Neillsville
Neillsville – miasto w Stanach Zjednoczonych, w stanie Wisconsin, siedziba administracyjna hrabstwa Clark.